# Ивановка (Черлакский район)
Ивановка — упразднённая деревня в Черлакском районе Омской области. Находилась на территории нынешнего Южно-Подольского сельского поселения. Упразднена в 1983 г.

## История
Основана в 1907 году. 
В 1928 г. посёлок Ивановский состоял из 100 хозяйств. Центр Ивановского сельсовета Крестинского района Омского округа Сибирского края. Колхоз «Червона Зрка», затем был переименован в колхоз имени Шверника. С 1960-х отделение совхоз «Южноподольский».

## Население
По переписи 1926 г. в посёлке проживало 487 человек (245 мужчин и 242 женщины), основное население — украинцы.

## Уроженцы
- Безменова, Евдокия Дмитриевна — советская лётчица, участница Великой Отечественной войны, младший лейтенант.